# Mesjid Priyayi
Mesjid Priyayi is een bestuurslaag in het regentschap Serang van de provincie Banten, Indonesië. Mesjid Priyayi telt 7154 inwoners (volkstelling 2010).